# مارتين يورغنسن
لارس مارتين يورغنسن (Lars Martin Jørgensen؛ ولد في 6 أكتوبر 1975 في أورهوس) هو لاعب كرة قدم محترف دنماركي سابق. لعب في الدوري الإيطالي مع نادي فيورينتينا. كما شارك في منتخب الدانمارك لكرة القدم في أكثر من 70 مباراة، وأحرز فيها 12 هدفاً. لعب في كأسي عالم — بطولة كأس العالم لكرة القدم 1998 وبطولة كأس العالم لكرة القدم 2002. كما شارك في كأس الأمم الأوروبية لكرة القدم 2000 وكأس الأمم الأوروبية لكرة القدم 2004.
لعب يورغنسن أولاً لنادي أورهوس جيمناستيك فورنينغ الدانماركي لأربع أعوام منذ 1993 حتى 1997. مع النادي الدانماركي فاز بكأس الدانمارك في عام 1996، كما أعطي لقب أفضل لاعب في ذلك العام تحت سن الحادية والعشرين من قبل الاتحاد الدانماركي لكرة القدم. ثم لعب لسبع سنوات مع أودينيزي في الدوري الإيطالي. ساعد الفريق على الحصول على المركز الثالث في موسم 1997 - 1998. شارك لأول مرة مع منتخب الدانمارك لكرة القدم الأساسي في مارس عام 1998. شارك في بطولة كأس العالم لكرة القدم 1998، وسجل الهدف الأول للدانمارك في مباراة ربع النهائي أمام منتخب البرازيل لكرة القدم (وصيف تلك البطولة) والتي خسرت فيها الدانمارك بنتيجة 2 - 3. وانتقل في عام 2004 إلى ناديه الحالي فيورينتينا.

## مسيرته الكروية
لعب مارتين يورغنسن خلال مسيرته الاحترافية مع 3 أندية في ثلاثة وعشرون موسمًا وسجل خلالها 66 هدفًا ضمن 529 مباراة. حيث فاز في موسم واحد بالكأس ولم يفز بأي دوري.
خاض مارتين يورغنسن مسيرته مع نادي آرهوس جمناستيك فورينينغ في موسم 1993–94 في المرة الأولى ليلعب معه أربعة مواسم ثم في موسم 2009–10 ليلعب معه ستة مواسم، مشاركًا طوالها في 194 مباراة سجل خلالها 22 هدفًا. ثم انتقل إلى نادي أودينيزي في موسم 1997–98 ليلعب معه سبعة مواسم، حيث شارك في 184 مباراة سجل خلالها 30 هدف. لينتقل بعدها إلى نادي فيورنتينا في موسم 2004–05 ليلعب معه ستة مواسم، مشاركًا في 151 مباراة سجل خلالها 14 هدفًا.

## روابط خارجية
- مارتين يورغنسن على موقع IMDb (الإنجليزية)

- مارتين يورغنسن على موقع الاتحاد الدولي (مؤرشف)  (الإنجليزية)
- مارتين يورغنسن على موقع الاتحاد الأوربي (الإنجليزية)
- مارتين يورغنسن على موقع قاعدة بيانات كرة القدم.إي يو (الإنجليزية)
- مارتين يورغنسن على موقع ناشيونال فوتبول تيمز (الإنجليزية)
- مارتين يورغنسن على موقع Soccerway.com (الإنجليزية)
- مارتين يورغنسن على موقع عالم كرة القدم.نت (الإنجليزية)